# 宿州 (古代)
宿州，中国唐朝时始置的州。
元和四年（809年）析徐州之符离县、蕲县，泗州之虹县置。治所在符离县之埇桥（今安徽省宿州市南古汴河上）。因古宿国得名。辖境相当今安徽省北淝河以东，濉溪县以南，泗县以西，淮河以北地区。太和三年（829年）废，七年复置。后移治符离（今宿州市）。下辖四县：符离县、虹县、蕲县、临涣县。明清时，不辖县，为凤阳府下辖的散州。民国初年，全国废府州厅改县，于1912年废为宿县。
宿州刺史
- 李汇（809年—812年）
- 令狐通（813年）
- 李直臣（821年）
- 姚长孺（长庆年间）
- 裴鲁顾（宝历、大和年间）
- 吴季真（833年—834年）
- 李范（849年，未任）
- 权审（855年）
- 焦璐（868年）
- 李播（869年）
- 刘汉宏（880年）
- 陈璠（881年）
- 张友（882年—888年）
- 张绍光（888年—890年）
- 张筠（890年—891年）
- 郭言（891年—893年）
- 葛从周（897年）
- 氏叔琮（897年—898年）
- 牛存节（898年—899年）
- 袁象先（899年—902年）
- 康怀英（902年）
- 高季兴（903年）
- 阎宝（天祐年间）
- 王儒（907年）
- 卢蔚（未任）